# Jan Niksiński
Jan Niksiński (ur. 28 maja 1952 w Przasnyszu), artysta malarz.
Ukończył w 1967 r. Szkołę Podstawową nr 1, następnie  Liceum Ogólnokształcące w Przasnyszu (matura 1971). Studiował w Państwowej Wyższej Szkole Sztuk Plastycznych w Gdańsku (1973–75), Akademii Sztuk Pięknych w Warszawie (1975-78) i Akademie für Angewandte Kunst w Wiedniu (1980–81).
Pracował w Sommerakademie w Salzburgu (1982), w 1985 uzyskał stypendium artystyczne miasta Salzburg. W l. 1990–94 współpracował z THEATERmëRZ w Grazu. W 1993 zapoczątkował wieloletnią współpracę (do 2003) z Atelier Spieserhus w Rheinfelden (Szwajcaria) - wspólnie z innymi artystami realizował wystawy w ramach projektu Art de vivre w Szwajcarii, Austrii, Niemczech, Francji i w Afryce. Od 1978 roku pracuje jako wolny artysta w Warszawie. 
Uczestniczył w ponad czterdziestu wystawach indywidualnych i zbiorowych, gł. w Austrii, Niemczech i Polsce (w tym pięciokrotnie w Galerii Milano w Warszawie i dwukrotnie w Muzeum Historycznym w Przasnyszu).
Prace artysty znajdują się m.in. w Bibliotece Narodowej w Warszawie oraz w wielu zbiorach publicznych i prywatnych w kraju i za granicą.